# Данлоп, Энди
Э́ндрю То́мас Да́нлоп (англ. Andrew Thomas Dunlop) — шотландский музыкант, вокалист, в данный момент ведущий гитарист британской рок-группы из Шотландии Travis.

## Биография
Эндрю Данлоп родился 16 марта 1972 года в Глазго, Шотландия и вырос в небольшом городке Линзи (англ. Lenzie) в 15 милях севернее Глазго. В детстве учился игре на фортепиано, а после и на гитаре, участвовал в школьной музыкальной группе. Ещё в детстве увлекался рок-музыкой, слушал «AC/DC», а после увлёкся музыкой Джони Митчелл. Был инициатором создания группы Travis в 1990 году, которая первое время выступала под именем Family. Успех группы на протяжении десятилетней карьеры Эндрю объясняет дружбой между музыкантами.
Женат, воспитывает сына.